# Latif Demirci
 (octobre 2023).
La mise en forme du texte ne suit pas les recommandations de Wikipédia : il faut le « wikifier ».
Les points d'amélioration suivants sont les cas les plus fréquents. Le détail des points à revoir est peut-être précisé sur la page de discussion.
- Les titres sont pré-formatés par le logiciel. Ils ne sont ni en capitales, ni en gras.
- Le texte ne doit pas être écrit en capitales (les noms de famille non plus), ni en gras, ni en italique, ni en « petit »…
- Le gras n'est utilisé que pour surligner le titre de l'article dans l'introduction, une seule fois.
- L'italique est rarement utilisé : mots en langue étrangère, titres d'œuvres, noms de bateaux, etc.
- Les citations ne sont pas en italique mais en corps de texte normal. Elles sont entourées par des guillemets français : « et ».
- Les listes à puces sont à éviter, des paragraphes rédigés étant largement préférés. Les tableaux sont à réserver à la présentation de données structurées (résultats, etc.).
- Les appels de note de bas de page (petits chiffres en exposant, introduits par l'outil «  Source ») sont à placer entre la fin de phrase et le point final[comme ça].
- Les liens internes (vers d'autres articles de Wikipédia) sont à choisir avec parcimonie. Créez des liens vers des articles approfondissant le sujet. Les termes génériques sans rapport avec le sujet sont à éviter, ainsi que les répétitions de liens vers un même terme.
- Les liens externes sont à placer uniquement dans une section « Liens externes », à la fin de l'article. Ces liens sont à choisir avec parcimonie suivant les règles définies. Si un lien sert de source à l'article, son insertion dans le texte est à faire par les notes de bas de page.
- La présentation des références doit suivre les conventions bibliographiques. Il est recommandé d'utiliser les modèles {{Ouvrage}}, {{Chapitre}}, {{Article}}, {{Lien web}} et/ou {{Bibliographie}}. Le mode d'édition visuel peut mettre en forme automatiquement les références.
- Insérer une infobox (cadre d'informations à droite) n'est pas obligatoire pour parachever la mise en page.

Pour une aide détaillée, merci de consulter Aide:Wikification.
Si vous pensez que ces points ont été résolus, vous pouvez retirer ce bandeau et améliorer la mise en forme d'un autre article.
 (octobre 2023).
Latif Demirci est un dessinateur et écrivain d'humour turc. Il est né à Istanbul en 1961. Il a travaillé dans de nombreux magazines et journaux humoristiques. Il fut l'un des fondateurs de certains magazines humoristiques. Il a ouvert des expositions de dessins animés au pays et à l'étranger et a créé des couvertures de livres, des affiches et des dessins animés. Il est décédé à Istanbul le 5 juin 2022,.
Il a étudié à l'Université Mimar Sinan, Département de Céramique. En 1974, il entre au Théâtre Çèvre et prend ses premiers cours de dessin auprès du dessinateur, acteur de théâtre et de cinéma turc Altan Erbulak.
Un an plus tard, en 1975, sur les conseils d'Erbulak, il entre dans le magazine Gırgır. La même année, le premier dessin de Demirci est publié dans le magazine Gırgır. Après quelques visites chez Demirci, dont il aimait les dessins, Oğuz Aral a permis à Latif Demirci d'entrer dans l'atelier des illustrateurs alors qu'il n'avait que quatorze ans, démarrant ainsi la carrière d'illustrateur d'humour de Latif Demirci, qui a duré environ quarante-cinq ans.
Trois ans plus tard, Latif Demirci, avec Hasan Kaçan et Behiç Pek, quittent Gırgır et commencent à publier un magazine appelé Mikrop. L'équipe a poursuivi son travail à Mikrop entre 1978 et 1979 et est revenue à Gırgır un an plus tard. Latif Demirci, qui a dessiné à Gırgır pendant dix ans jusqu'en 1989, a travaillé pendant cette période pour le magazine Fırt ainsi que pour Gırgır.
En 1989, il fonde le magazine Hıbır avec Atilla Atalay, Hasan Kaçan et Ergün Gündüz et continue d'y publier ses dessins. Après un certain temps, le magazine a continué à être publié sous le nom de HBR Maymun. En plus des périodiques humoristiques, l'artiste a également travaillé dans des quotidiens et des hebdomadaires politiques tels que Yeni Gündem, Söz, Nokta, Panorama, Gazete Pazar. Il a arrêté de travailler comme dessinateur de magazines humoristiques chez HBR Maymun et a commencé à travailler à Hürriyet en 1998. Il a dessiné des caricatures sur l'ordre du jour actuel en première page du quotidien Hürriyet.
Latif Demirci a eu une fille nommée Yasemin issue de son mariage avec l'écrivain Latife Tekin. Il a eu une histoire d'amour avec le chanteur Nilüfer,,.
Latif Demirci est décédé à l'âge de 61 ans des suites d'une crise cardiaque à son domicile d'Istanbul le 5 juin 2022. Après sa prière funéraire à la mosquée Teşvikiye, il a été enterré au cimetière de Zincirlikuyu.